# Moucherolle fuligineux
Cnemotriccus fuscatus
Genre
Espèce
Répartition géographique
Statut de conservation UICN

 LC  : Préoccupation mineure
Le Moucherolle fuligineux (Cnemotriccus fuscatus), appelé également Moucherolle du Duida, est une espèce de passereaux de la famille des Tyrannidae. C'est la seule espèce du genre Cnemotriccus.

## Répartition et sous-espèces
Selon la classification de référence du Congrès ornithologique international (14.2, 2024) il se répartit en sept sous-espèces :
- C. f. cabanisi (Léotaud, 1866) — Colombie, Venezuela et Trinité-et-Tobago ;
- C. f. duidae Zimmer, 1938 — cerro Duida et tépuis environnants ;
- C. f. fumosus (Berlepsch, 1908) — plateau des Guyanes ;
- C. f. fuscatior (Chapman, 1926) — Amazonie ;
- C. f. beniensis  — Gyldenstolpe, 1941 — nord de la Bolivie ;
- C. f. bimaculatus (d'Orbigny & Lafresnaye, 1837) — Bolivie, Paraguay et nord de l'Argentine ;
- C. f. fuscatus (Wied-Neuwied, 1831) — est du Brésil et Selva Misionera.

## Habitat
Cet oiseau vit dans les zones boisées et broussailleuses.

## Nidification
Le nid est fait de brindilles et d'écorce bordées de fibres végétales et placé dans une fourchette d'arbre. La couvée typique est trois œufs blancs qui sont marqués de noir à l'extrémité la plus large.